# 阿久戸光晴
阿久戸 光晴（あくど みつはる、1951年3月26日 - ）は、日本の神学者・牧師。福岡女学院大学学長、学校法人聖学院名誉院長。聖学院大学学長、学校法人聖学院院長兼理事長、キリスト教文化学会理事長、日本基督教団滝野川教会主任牧師、公益財団法人荒川区芸術文化振興財団理事長等を歴任。専門はキリスト教社会倫理学、人権・デモクラシーの神学、ロジャー・ウィリアムズ研究。

## 人物・経歴
荒川区西尾久出身。祖父は群馬県太田市出身で、宮内庁御用達の和菓子屋を経営していたが、父は和菓子工場を閉鎖し特定郵便局長を務めた。中学受験の家庭教師に連れられ北区の日本基督教団滝野川教会に通い、高校時代に受洗。
文京区立誠之小学校、開成中学校・高等学校を経て、一橋大学社会学部および、一橋大学法学部卒業後、住友化学に入社し、薬害訴訟など法務を担当。一橋大学基督教青年会一橋寮出身で、寮の同期に鈴木望（政治家、元衆議院議員、元磐田市長）、市村陽典（裁判官、元総務省行政不服審査会会長）などがいた。
聖学院大学開設のため住友化学を退社し、学校法人聖学院理事長を務めていた滝野川教会の大木英夫牧師の秘書となり、聖学院大学や、聖学院アトランタ国際学校設立に向けた文部省との折衝や、「大学の理念十ヶ条」の策定にあたった。1990年に東京神学大学大学院神学研究科でキリスト教社会倫理学を専攻して神学修士の学位を取得。同年渡米し、聖学院アトランタ国際学校初代事務局長兼聖書科教諭を務めつつ、夜間はエモリー大学大学院神学研究科MTSコースに通い、キリスト教社会倫理学を学んだ。1993年から1年間ジョージア大学大学院法学研究科特別研究生としてアメリカ合衆国憲法修正条項を研究。
1995年に、聖学院大学政治経済学部助教授兼宗教主任および、日本基督教団滝野川教会協力牧師に就任。聖学院大学政治経済学部教授、聖学院大学学長等を経て、2017年まで学校法人聖学院院長兼理事長。聖学院大学総合研究所副所長兼所長代行、キリスト教文化学会理事長、日本聖書協会新翻訳事業検討委員、東京YMCA評議員、荒川区基本構想審議会会長、荒川区民総幸福度 (GAH) に関する研究会座長、荒川区不正防止委員会委員長、日本基督教団東京池袋教会名誉牧師などを歴任した。

### 略歴
- 1951年（昭和26年）- 東京都荒川区生まれ。
- 1969年（昭和44年）- 開成高等学校卒業
- 1973年（昭和48年）- 一橋大学社会学部卒業
- 1975年（昭和50年）- 一橋大学法学部卒業、住友化学工業入社。法務担当。
- 1985年（昭和60年）- 大木英夫学校法人聖学院理事長秘書
- 1986年（昭和61年）- 東京神学大学大学院神学研究科博士前期課程入学。
- 1990年（平成2年）- 同 修了（神学修士）。聖学院アトランタ国際学校初代事務局長兼聖書科教諭、エモリー大学大学院神学研究科MTSコース 在籍。
- 1993年（平成5年）- ジョージア大学大学院法学研究科特別研究生
- 1995年（平成7年）- 聖学院大学政治経済学部助教授兼宗教主任 チャプレン、日本基督教団滝野川教会協力牧師
- 2000年（平成12年）- 同副学長
- 2002年（平成14年）- 同教授
- 2003年（平成15年）- 同学長
- 2011年（平成23年）- 同学長兼理事長
- 2012年（平成24年）- 同院長兼理事長、日本基督教団滝野川教会主任牧師[13]
- 2017年（平成29年）- 公益財団法人荒川区芸術文化振興財団理事長[13]
- 2018年（平成30年）- 学校法人聖学院名誉院長[14]、福岡女学院大学学長、福岡女学院大学短期大学部学長[15]

## 著編書
- 『新しき生』（聖学院ゼネラル・サービス、1995年）
- 『近代デモクラシー思想の根源』（聖学院ゼネラル・サービス、1998年）
- 『歴史と神学 - 大木英夫教授喜寿記念献呈論文集』（上下巻、古屋安雄・倉松功・近藤勝彦との共編、聖学院大学出版会、2005-2006年）
- 『専制と偏狭を永遠に除去するために - 主権者であるあなたへ』（聖学院大学出版会、2015年）